# Remolinos
Remolinos – gmina w Hiszpanii, w prowincji Saragossa, w Aragonii, o powierzchni 18,51 km². W 2011 roku gmina liczyła 1153 mieszkańców.